# Brytyjskie Wyspy Dziewicze na Mistrzostwach Świata w Lekkoatletyce 2015
Brytyjskie Wyspy Dziewicze na Mistrzostwach Świata w Lekkoatletyce 2015 – reprezentacja Brytyjskich Wysp Dziewiczych podczas Mistrzostw Świata w Pekinie liczyła 2 zawodniczki, które nie zdobyły medalu.

## Występy reprezentantów Brytyjskich Wysp Dziewiczych

### Konkurencje biegowe
| Konkurencja          | Zawodniczka            | Runda 1  | Runda 1 | Półfinał | Półfinał | Finał    | Finał   |
| Konkurencja          | Zawodniczka            | Rezultat | Pozycja | Rezultat | Pozycja  | Rezultat | Pozycja |
| -------------------- | ---------------------- | -------- | ------- | -------- | -------- | -------- | ------- |
| Bieg na 100 m kobiet | Tahesia Harrigan-Scott | 11,47    | 33.     | NQ       | NQ       | NQ       | NQ      |

### Konkurencje techniczne
| Konkurencja       | Zawodniczka    | Eliminacje | Eliminacje | Finał    | Finał   |
| Konkurencja       | Zawodniczka    | Rezultat   | Pozycja    | Rezultat | Pozycja |
| ----------------- | -------------- | ---------- | ---------- | -------- | ------- |
| Skok w dal kobiet | Chantel Malone | 6,46       | 21.        | NQ       | NQ      |